# Марко Марулич
Марко Марулич (на хърватски: Marko Marulić) е хърватски средновековен поет и хуманист, наричан „бащата на хърватската литература“. Според редица източници пръв използва понятието психология в значението, в което този термин се разбира днес.

## Биография
Марко Марулич е роден през 1450 г. в Сплит, който по онова време се намира под контрола на Венеция. Произхожда от аристократичното семейство Печенич или Печинич (среща се изписано като Pečenić, Pecinić, Picinić), което обаче е широко известно и с латинското си наименование de Marulis или Marulus (оттук на хърватски Маруличи).
От оскъдните данни за живота му се предполага, че посещава училище в родния си град, където по това време е учител хуманистът Тидео Ачарини (Tideo Acciarini). По-късно Марулич следва в университета в Падуа, а впоследствие се завръща в Сплит. Работи като юрист и изпълнител на завещания. От време на време посещава Венеция по търговски дела, а така също пътешества и до Рим по случай честването на 1500-тния юбилей на Вечния град. Известно е, че две години прекарва на остров Шолта в селцето Нечуям.
Умира на 5 януари 1524 г. в родния си Сплит.

## Творчество
Творбите на Марулич са вдъхновени от Библията, повлиян е също от античните автори и от агиографските произведения. Участва в обществото на хуманистите на Сплит. Пише на три езика – основно на латински (над 80 % от творчеството му), на хърватски и на простонародния италиански, на който впрочем има записани само два сонета и три писма. Подписва се като Марко Марулич Сплитянин, (Marko Marulić Splićanin), Марко Печенич (Marko Pečenić) и Marcus Marulus (или de Marulis) Spalatensis. Активно участва в борбата срещу османците и дори написва до папата творбата Epistola, с която призовава да се окаже помощ на хърватите срещу завоевателите.

### Произведения на латински език
Основната част от произведенията на Марулич са написани на латински и са издадени през XVI в., впоследствие преиздадени през XVII в. Преведени са на много езици. Най-известните сред творбите му са:
- „Psichiologia de ratione animae humanae“, в която за първи път използва понятието „психология“;
- „De institutione bene vivendi per exempla sanctorum“, морализаторски трактат, вдъхновен от Библията. Публикуван през 1506 г. във Венеция. Твърди се, че тази книга оказва дълбоко влияние върху мисионера йезуит Франциск Ксаверий, който непрекъснато я препрочита по време на своите пътувания в Азия;
- „Evangelistarium“ – посветена на етичните принципи творба, публикувана през 1516 г.;
- „Davidiad“ (Давидиада) – религиозна епическа поема от 1517 г. съпоставяща античните с библейските мотиви. Творбата остава непозната чак до 1924 г., когато е открита, и отново загубена докато окончателно е преоткрита и вижда бял свят през 1952 г.

### Произведения на хърватски език
- „Judita“ (Юдит) – епическа поема написана през 1501 г. на родния за поета чакавски диалект;
- „Suzana“ (Сузана) – поема по библейски мотиви за еврейка обвинена несправедливо в прелюбодеяние;
- „Poklad i korizma“ (Карнавал и пост), „Spovid koludric od sedam smrtnih grihov“ (Изповедта на монахинята за седемте смъртни гряха) и „Anka satir“ (Анка Сатира) – светски поеми, посветени на неговата сестра;
- „Tuženje grada Hjerosolima“ (Плачът на град Йерусалим) – алегория за страданията от османското нашествие;
- „Molitva suprotiva Turkom“ (Молитва против турците) – поема създадена между 1493 и 1500 г.

## Наследство
За съжаление голям брой от религиозните творби на Марулич, които някога са били много популярни из цяла Европа, не са се съхранили. Въпреки това той е смятан за „бащата на хърватския Ренесанс и хърватската литература“ и нито един от съвременниците му или предшествениците му не успява да си спечели подобна слава и известност още приживе. Широко застъпената в творчеството му тема за патриотизма и борбата против завоевателите на хърватските земи и днес е повод за признателност от страна на хърватите.
Името на Марулич носи и ежегодно провеждания в Сплит фестивал Маруличеви дни (Marulićevi dani) в Хърватския национален театър, на който се показват пред публика най-добрите произведения на хърватската драматургия през предходната година. Фестивалът е създаден през 1991 г. по повод 490-ия юбилей от написването на „Judita“ („Юдит“) на Марко Марулич, призната за една от най-значимите творби на хърватската литература.
Портретът на Марко Марулич стои върху банкнотата от 500 хърватски куни.